# Gran Premio motociclistico della Malesia 2006
Il Gran Premio motociclistico della Malesia 2006 corso il 10 settembre, è stato il tredicesimo Gran Premio della stagione 2006  e ha visto vincere: la Yamaha di Valentino Rossi nella classe MotoGP, Jorge Lorenzo nella 250 e Álvaro Bautista nella 125.

## MotoGP

### Arrivati al traguardo
| Pos | Nº | Pilota            | Squadra              | Motocicletta | Giri | Tempo     | Griglia | Punti |
| --- | -- | ----------------- | -------------------- | ------------ | ---- | --------- | ------- | ----- |
| 1   | 46 | Valentino Rossi   | Camel Yamaha         | Yamaha       | 21   | 43:07.829 | 1       | 25    |
| 2   | 65 | Loris Capirossi   | Ducati Marlboro      | Ducati       | 21   | +0.849    | 3       | 20    |
| 3   | 26 | Dani Pedrosa      | Repsol Honda         | Honda        | 21   | +3.863    | 5       | 16    |
| 4   | 69 | Nicky Hayden      | Repsol Honda         | Honda        | 21   | +5.780    | 2       | 13    |
| 5   | 15 | Sete Gibernau     | Ducati Marlboro      | Ducati       | 21   | +9.301    | 6       | 11    |
| 6   | 21 | John Hopkins      | Rizla Suzuki         | Suzuki       | 21   | +11.081   | 8       | 10    |
| 7   | 10 | Kenny Roberts Jr  | Team Roberts         | KR211V       | 21   | +11.838   | 4       | 9     |
| 8   | 27 | Casey Stoner      | Honda LCR            | Honda        | 21   | +12.267   | 10      | 8     |
| 9   | 33 | Marco Melandri    | Fortuna Honda        | Honda        | 21   | +15.019   | 9       | 7     |
| 10  | 5  | Colin Edwards     | Camel Yamaha         | Yamaha       | 21   | +19.909   | 11      | 6     |
| 11  | 71 | Chris Vermeulen   | Rizla Suzuki         | Suzuki       | 21   | +24.371   | 16      | 5     |
| 12  | 7  | Carlos Checa      | Tech 3 Yamaha        | Yamaha       | 21   | +30.884   | 15      | 4     |
| 13  | 17 | Randy de Puniet   | Kawasaki Racing      | Kawasaki     | 21   | +36.335   | 7       | 3     |
| 14  | 6  | Makoto Tamada     | Konica Minolta Honda | Honda        | 21   | +48.777   | 13      | 2     |
| 15  | 66 | Alex Hofmann      | Pramac d'Antín       | Ducati       | 21   | +59.081   | 17      | 1     |
| 16  | 77 | James Ellison     | Tech 3 Yamaha        | Yamaha       | 21   | +1:05.787 | 18      |       |
| 17  | 30 | José Luis Cardoso | Pramac d'Antín       | Ducati       | 21   | +1:37.862 | 19      |       |

### Ritirati
| Nº | Pilota         | Squadra         | Motocicletta | Giri | Griglia |
| -- | -------------- | --------------- | ------------ | ---- | ------- |
| 24 | Toni Elías     | Fortuna Honda   | Honda        | 10   | 14      |
| 56 | Shin'ya Nakano | Kawasaki Racing | Kawasaki     | 0    | 12      |

## Classe 250

### Arrivati al traguardo
| Pos | Nº | Pilota            | Squadra                     | Motocicletta | Giri | Tempo     | Griglia | Punti |
| --- | -- | ----------------- | --------------------------- | ------------ | ---- | --------- | ------- | ----- |
| 1   | 48 | Jorge Lorenzo     | Fortuna Aprilia             | Aprilia      | 20   | 43:15.499 | 2       | 25    |
| 2   | 34 | Andrea Dovizioso  | Humangest Racing            | Honda        | 20   | +5.428    | 5       | 20    |
| 3   | 7  | Alex De Angelis   | Master - MVA Aspar          | Aprilia      | 20   | +10.225   | 6       | 16    |
| 4   | 55 | Yūki Takahashi    | Humangest Racing            | Honda        | 20   | +25.669   | 9       | 13    |
| 5   | 15 | Roberto Locatelli | Team Toth                   | Aprilia      | 20   | +31.152   | 4       | 11    |
| 6   | 73 | Shūhei Aoyama     | Repsol Honda                | Honda        | 20   | +39.936   | 7       | 10    |
| 7   | 50 | Sylvain Guintoli  | Equipe GP De France - Scrab | Aprilia      | 20   | +50.672   | 10      | 9     |
| 8   | 58 | Marco Simoncelli  | Squadra Corse Metis Gilera  | Gilera       | 20   | +1:06.107 | 12      | 8     |
| 9   | 42 | Aleix Espargaró   | Wurth Honda BQR             | Honda        | 20   | +1:06.556 | 13      | 7     |
| 10  | 16 | Jules Cluzel      | Equipe GP De France - Scrab | Aprilia      | 20   | +1:17.868 | 20      | 6     |
| 11  | 21 | Arnaud Vincent    | Arie Molenaar Racing        | Honda        | 20   | +1:27.761 | 27      | 5     |
| 12  | 24 | Jordi Carchano    | WTR Blauer USA              | Aprilia      | 20   | +1:54.913 | 18      | 4     |
| 13  | 44 | Tarō Sekiguchi    | Campetella Racing           | Aprilia      | 20   | +2:00.097 | 22      | 3     |
| 14  | 22 | Luca Morelli      | Nocable Angaia Racing       | Aprilia      | 20   | +2:24.623 | 21      | 2     |
| 15  | 14 | Anthony West      | Kiefer - Bos - Racing       | Aprilia      | 19   | +1 giro   | 26      | 1     |
| 16  | 59 | Chin Feng Ho      | China Zongshen              | Aprilia      | 19   | +1 giro   | 23      |       |
| 17  | 56 | Rong Zai Su       | China Zongshen              | Aprilia      | 19   | +1 giro   | 25      |       |
| 18  | 85 | Alessio Palumbo   | Matteoni Racing             | Aprilia      | 19   | +1 giro   | 24      |       |

### Ritirati
| Nº | Pilota           | Squadra               | Motocicletta | Giri | Griglia |
| -- | ---------------- | --------------------- | ------------ | ---- | ------- |
| 37 | Fabricio Perrén  | Stop And Go Racing    | Honda        | 17   | 19      |
| 96 | Jakub Smrž       | Cardion AB Motoracing | Aprilia      | 9    | 15      |
| 54 | Manuel Poggiali  | Red Bull KTM          | KTM          | 9    | 11      |
| 8  | Andrea Ballerini | Campetella Racing     | Aprilia      | 9    | 17      |
| 28 | Dirk Heidolf     | Kiefer - Bos - Racing | Aprilia      | 7    | 14      |
| 4  | Hiroshi Aoyama   | Red Bull KTM          | KTM          | 4    | 3       |
| 23 | Arturo Tizón     | Wurth Honda BQR       | Honda        | 3    | 16      |
| 36 | Martín Cárdenas  | Repsol Honda          | Honda        | 1    | 8       |
| 80 | Héctor Barberá   | Fortuna Aprilia       | Aprilia      | 1    | 1       |

### Non partito
| Nº | Pilota         | Squadra         | Motocicletta |
| -- | -------------- | --------------- | ------------ |
| 25 | Alex Baldolini | Matteoni Racing | Aprilia      |

## Classe 125
La gara è stata interrotta a causa di un incidente dopo che erano stati completati meno di tre giri: pertanto la prima parte di gara è stata considerata nulla. La gara è ripartita per 12 giri, con la griglia di partenza originale.

### Arrivati al traguardo
| Pos | Nº | Pilota              | Squadra                    | Motocicletta | Giri | Tempo     | Griglia | Punti |
| --- | -- | ------------------- | -------------------------- | ------------ | ---- | --------- | ------- | ----- |
| 1   | 19 | Álvaro Bautista     | Master - MVA Aspar         | Aprilia      | 12   | 26:52.154 | 1       | 25    |
| 2   | 36 | Mika Kallio         | Red Bull KTM               | KTM          | 12   | +3.577    | 2       | 20    |
| 3   | 55 | Héctor Faubel       | Master - MVA Aspar         | Aprilia      | 12   | +9.904    | 5       | 16    |
| 4   | 60 | Julián Simón        | Red Bull KTM               | KTM          | 12   | +9.974    | 11      | 13    |
| 5   | 6  | Joan Olivé          | SSM Racing                 | Aprilia      | 12   | +11.551   | 4       | 11    |
| 6   | 33 | Sergio Gadea        | Master - MVA Aspar         | Aprilia      | 12   | +11.588   | 15      | 10    |
| 7   | 75 | Mattia Pasini       | Master - MVA Aspar         | Aprilia      | 12   | +13.157   | 3       | 9     |
| 8   | 14 | Gábor Talmácsi      | Humangest Racing           | Honda        | 12   | +13.198   | 12      | 8     |
| 9   | 52 | Lukáš Pešek         | Derbi Racing               | Derbi        | 12   | +13.934   | 7       | 7     |
| 10  | 18 | Nicolás Terol       | Derbi Racing               | Derbi        | 12   | +15.004   | 6       | 6     |
| 11  | 32 | Fabrizio Lai        | Valsir Seedorf Racing      | Honda        | 12   | +19.568   | 8       | 5     |
| 12  | 34 | Esteve Rabat        | Wurth Honda BQR            | Honda        | 12   | +25.342   | 24      | 4     |
| 13  | 1  | Thomas Lüthi        | Elit - Caffe Latte         | Honda        | 12   | +26.317   | 16      | 3     |
| 14  | 42 | Pol Espargaró       | Campetella Racing Junior   | Derbi        | 12   | +34.470   | 22      | 2     |
| 15  | 24 | Simone Corsi        | Squadra Corse Metis Gilera | Gilera       | 12   | +41.849   | 19      | 1     |
| 16  | 12 | Federico Sandi      | SSM Racing                 | Aprilia      | 12   | +41.917   | 21      |       |
| 17  | 11 | Sandro Cortese      | Elit - Caffe Latte         | Honda        | 12   | +42.058   | 10      |       |
| 18  | 44 | Karel Abraham       | Cardion AB Motoracing      | Aprilia      | 12   | +47.431   | 26      |       |
| 19  | 20 | Roberto Tamburini   | Matteoni Racing            | Aprilia      | 12   | +47.466   | 23      |       |
| 20  | 9  | Michael Ranseder    | Red Bull KTM Junior        | KTM          | 12   | +48.003   | 29      |       |
| 21  | 16 | Michele Conti       | Valsir Seedorf Racing      | Honda        | 12   | +48.480   | 31      |       |
| 22  | 43 | Manuel Hernández    | Nocable Angaia Racing      | Aprilia      | 12   | +49.229   | 27      |       |
| 23  | 45 | Imre Tóth           | Team Toth                  | Aprilia      | 12   | +49.987   | 18      |       |
| 24  | 15 | Michele Pirro       | Humangest Racing           | Honda        | 12   | +54.614   | 25      |       |
| 25  | 87 | Roberto Lacalendola | 3C Racing                  | Aprilia      | 12   | +1:07.132 | 36      |       |
| 26  | 80 | Doni Tata Pradita   | Yamaha Indonesia           | Yamaha       | 12   | +1:24.614 | 35      |       |

### Ritirati
| Nº | Pilota           | Squadra                  | Motocicletta | Giri | Griglia |
| -- | ---------------- | ------------------------ | ------------ | ---- | ------- |
| 13 | Dino Lombardi    | 3C Racing                | Aprilia      | 11   | 30      |
| 37 | Joey Litjens     | Arie Molenaar Racing     | Honda        | 11   | 33      |
| 71 | Tomoyoshi Koyama | Malaguti Ajo Corse       | Malaguti     | 6    | 9       |
| 35 | Raffaele De Rosa | Multimedia Racing        | Aprilia      | 4    | 14      |
| 22 | Pablo Nieto      | Multimedia Racing        | Aprilia      | 4    | 13      |
| 63 | Mike Di Meglio   | FFM Honda Grand Prix 125 | Honda        | 2    | 20      |
| 8  | Lorenzo Zanetti  | Skilled I.S.P.A. Racing  | Aprilia      | 0    | 17      |

### Non ripartiti
| Nº | Pilota            | Squadra           | Motocicletta | Griglia |
| -- | ----------------- | ----------------- | ------------ | ------- |
| 26 | Vincent Braillard | Multimedia Racing | Aprilia      | 32      |
| 29 | Andrea Iannone    | WTR Blauer USA    | Aprilia      | 28      |

### Non partiti
| Nº | Pilota          | Squadra                  | Motocicletta | Griglia |
| -- | --------------- | ------------------------ | ------------ | ------- |
| 53 | Simone Grotzkyj | Campetella Racing Junior | Aprilia      | 34      |
| 7  | Alexis Masbou   | Malaguti Ajo Corse       | Malaguti     |         |
| 17 | Stefan Bradl    | Red Bull KTM Junior      | KTM          |         |